# 小行星5664
小行星5664（5664 Eugster）是一颗绕太阳运转的小行星，为主小行星带小行星。该小行星于1981年3月6日发现。

## 轨道参数
小行星5664的轨道半长轴为2.3672693 UA，离心率为0.138。